# Eberlanzia
Az Eberlanzia a szegfűvirágúak (Caryophyllales) rendjébe, ezen belül a kristályvirágfélék (Aizoaceae) családjába tartozó nemzetség.

## Előfordulásuk
Az Eberlanzia-fajok természetes körülmények között csak a Dél-afrikai Köztársaságban, valamint Namíbia területén találhatók meg.

## Rendszerezés
A nemzetségbe az alábbi 8 faj tartozik:
- Eberlanzia clausa (Dinter) Schwantes - típusfaj
- Eberlanzia cyathiformis (L.Bolus) H.E.K.Hartmann
- Eberlanzia dichotoma (L.Bolus) H.E.K.Hartmann
- Eberlanzia ebracteata (L.Bolus) H.E.K.Hartmann
- Eberlanzia gravida (L.Bolus) H.E.K.Hartmann
- Eberlanzia parvibracteata (L.Bolus) H.E.K.Hartmann
- Eberlanzia schneideriana (A.Berger) H.E.K.Hartmann
- Eberlanzia sedoides (Dinter & A.Berger) Schwantes